# Trousseauov znak latentne tetanije
Trousseauov znak latentne tetanije medicinski znak koji se može primijetiti kod bolesnika sa smanjenom koncentracijom kalcija u krvi (hipokalcijemija).
Da bi se izazvao znak, osobi se postavi manžeta tlakomjera oko nadlaktice, te se napuše iznad vrijednosti sistoličkog arterijskog tlaka i tako ostavi kroz 3 minute. Time se postiže prekid krvotoka kroz nadlaktičnu arteriju (lat. art. brachialis). Prekid krvotoka će kod bolesnik s hipokalcijemijom i posljedičnom povećanom neuromišićnom podražljivosti uzrokovati spazam (grč) mišića podlaktice i šake. 
Znak je dobio naziv prema francuskom liječniku Armandu Trousseau koji ga je prvi opisao 1861. (Trousseau je opisao i znak za malignitet Trousseauov znak maligniteta, koji se naziva i Trousseauov sindrom ili migrirajući tromboflebitis).